# سونجيا
سونجيا (بالإنجليزية: Songea)‏ هي مدينة تتبع إقليم روفوما . وهي عاصمة إقليم روفوما . بلغ عدد سكانها 99961 نسمة

## المناخ
يظهر الجدول التالي التغييرات المناخية على مدار السنة لسونجيا:
| البيانات المناخية لـسونجيا | البيانات المناخية لـسونجيا | البيانات المناخية لـسونجيا | البيانات المناخية لـسونجيا | البيانات المناخية لـسونجيا | البيانات المناخية لـسونجيا | البيانات المناخية لـسونجيا | البيانات المناخية لـسونجيا | البيانات المناخية لـسونجيا | البيانات المناخية لـسونجيا | البيانات المناخية لـسونجيا | البيانات المناخية لـسونجيا | البيانات المناخية لـسونجيا | البيانات المناخية لـسونجيا |
| الشهر                      | يناير                      | فبراير                     | مارس                       | أبريل                      | مايو                       | يونيو                      | يوليو                      | أغسطس                      | سبتمبر                     | أكتوبر                     | نوفمبر                     | ديسمبر                     | المعدل السنوي              |
| -------------------------- | -------------------------- | -------------------------- | -------------------------- | -------------------------- | -------------------------- | -------------------------- | -------------------------- | -------------------------- | -------------------------- | -------------------------- | -------------------------- | -------------------------- | -------------------------- |
| [بحاجة لمصدر]              |                            |                            |                            |                            |                            |                            |                            |                            |                            |                            |                            |                            |                            |

## أعلام
- رشيدي كاواوا
- آشا روز ميجيرو